# Bluetenleser
Der Bluetenleser war ein deutschsprachiges Literaturportal im Internet, das  bei seiner Einrichtung von vielen Printmedien gelobt wurde. Getragen wurde es von meist sehr Bit-intensiven Werbebannern, deren Links meist auf aktuelle Buchpublikationen und Literaturzeitschriften verwiesen.
Rubriken des Portals sind Programmhinweise zu Literatursendungen in Hörfunk und TV, ein Literaturkalender mit Informationen über Gedenktage und Veranstaltungen, eine Autorendatenbank mit über 400 Autoren sowie eine Sammlung von Rezensionen, gegliedert in die „Bücher der Saison“ sowie die „Bibliothek der unterschätzten Bücher“. Die einzelnen Rubriken wurden mit unterschiedlicher Intensität aktualisiert.
Der Bluetenleser wurde von Joachim Leser ins Leben gerufen und war vom 8. Juli 2004 bis September 2011 im Netz. Ergänzt wurde das Portal seither durch eine Rubrik „Literatur on demand“, das Video- und Audiodateien zur Literatur einsammelt, sowie ein vom Deutschen Literaturfonds e.V. gefördertes „Online-Archiv für Literaturzeitschriften“, das von den Betreibern der Zeitschriften erweitert werden konnte. Die wichtigsten deutschsprachigen Literaturzeitschriften sollten dort bis ins Erscheinungsjahr 2001 aufgeführt werden.